# Política da Europa
A política europeia lida com as relações sociais envolvendo política ou poder, que estão em constante estado de evolução no Velho Continente. Trata-se de um tópico muito mais intrincado do que em outros continentes devido a uma série de fatores, incluindo o longo histórico dos estados-nações da região, bem como pela crescente tendência moderna de um incremento da unidade política entre os estados europeus.
A política atual da Europa pode ser traçada em retrospecto pelos eventos históricos ocorridos em seu interior. Da mesma forma, a geografia, economia e cultura contribuíram para o aspecto político atual da Europa.
A política moderna da Europa é dominada pela União Europeia (UE), desde a queda da Cortina de Ferro e o colapso do Bloco Oriental de países comunistas. Com o fim da Guerra Fria, a UE expandiu-se para leste, tendo atualmente 25 estados-membros que são representados no Parlamento Europeu.
Apesar das relações entre a Rússia e os estados europeus ocidentais terem melhorado grandemente desde o fim da Guerra Fria, recentemente tensões têm emergido com a disseminação rumo ao leste das organizações "ocidentais", particularmente a União Europeia e a OTAN, agregando ex-satélites da URSS.
A maioria dos estados europeus ou se uniram ou declararam sua intenção de se unir à União Europeia. Isto tem feito com que governos modernizem sistemas corruptos e burocráticos a fim de atender aos requisitos exigidos para os estados postulantes. Por sua vez, tal tem levado a uma melhoria das relações entre antigos inimigos, como a Grécia e a Turquia.
No momento, existem poucos conflitos ocorrendo na Europa, embora problemas persistam nos Balcãs e no Cáucaso.